# Inkhundla Lamgabhi
L'Inkhundla Lamgabhi è uno dei sedici tinkhundla del distretto di Manzini, nell'eSwatini.

## Geografia antropica

### Suddivisioni amministrative
L'Inkhundla è suddiviso nei 5 seguenti imiphakatsi: Dudusini, Emhlangeni, Engwenyameni, Kalamgabhi, Kaluhleko.